# Sally Van Renterghem
Sally Van Renterghem is een Belgisch voormalig acro-gymnaste. 

## Levensloop
Samen met Patricia Voet en Sofie De Mey behaalde ze brons op de Wereldspelen van 1993 in Den Haag. Tevens behaalden ze dat jaar brons op de onderdelen 'allround' en 'balans' bij de 'dames trio' op de Europese kampioenschappen.